# ظل الحلم
مسلسل ظل الحلم، دراما خليجية، تدور في إطار اجتماعي حول بعض المشاكل التي يتعرض لها أبطال العمل، من خلال أحلامهم وفي منامهم وتفسير تلك المشاكل في ضوء المجتمع الخليجي على وجه الخصوص.

## أحداث العمل
ظل الحلم هو دراما اجتماعية نفسية، يتمحور حول الأحلام وحقيقتها وتنوعها وتفسيرها، وهو جزء من الثقافة الشعبية في المجتمعات العربية وخصوصاً في المجتمع الخليجي. تلعب "هيفاء" دور امرأة تحلم بأشياء ثم تتحقق ما تحلم به، الأمر الذي يدخلها في مشكلات كبيرة، ويجسد تركي اليوسف دور الدكتور "حمود" المتخصص علم الباراسيكولوجيا (ما وراء علم النفس).
«ظل الحلم» من تأليف علاء حمزة وإخراج عمر الديني، ويشارك في بطولته كل من تركي اليوسف وهيفاء حسين ويامور وإيمان الغربي وعلي السعد وطارق النفيسي، واستغرقت التحضيرات للمسلسل أكثر من عام ونصف العام، كما أن كتابة النص تمت في ستة أشهر.

## الممثلون
- تركي اليوسف بدور الدكتور حمود
- هيفاء حسين
- محمد الطويان بدور فهاد
- إيمان الغربي
- شعيفان محمد
- علي السعد
- يامور
- محمد الحجي
- محمد الهاشم
- شافي الشمري
- مرزوق الغامدي
- إليسار دحدوح
- حنان الأنصاري
- عبد الباقي البخيت
- طارق النفيسي
- سماح زيدان
- نوف السعد
- عهود السامر
- سلطان المقبالي
- جلوي الحبابي

## وصلات خارجية
- السينما كوم
- mbc.net